# Medieval Academy of America
La Medieval Academy of America è la più vasta organizzazione statunitense che si occupa di promuovere l'eccellenza nel campo degli studi sul Medioevo.
Fondata nel 1925, ha sede a Cambridge, nel Massachusetts. Pubblica la rivista trimestrale Speculum e conferisce premi, borse di studio e finanziamenti agli studiosi, come la Medaglia Haskins (che prende nome da Charles Homer Haskins, uno dei fondatori della Medieval Academy of America e suo secondo presidente). Suo scopo istituzionale è infatti l'ambizioso progetto di sostenere la ricerca, la pubblicazione e l'insegnamento di un po' tutti i vari aspetti del Medioevo: arte, archeologia, storia, diritto, letteratura, musica, filosofia, religione, scienza, istituzioni sociali, politica, economia ecc.